# Osmoy (Yvelines)
Osmoy település Franciaországban, Yvelines megyében. Lakosainak száma 407 fő (2022. január 1.). Osmoy Flexanville, Orgerus és Saint-Martin-des-Champs községekkel határos.

## Népesség
A település népességének változása:
| Lakosok száma | 364  | 357  | 364  | 372  | 379  | 400  | 404  | 407  |
|               | 2013 | 2015 | 2017 | 2018 | 2019 | 2020 | 2021 | 2022 |